# 11756 Geneparker
A 11756 Geneparker (ideiglenes jelöléssel 2779 P-L) a Naprendszer kisbolygóövében található aszteroida. Cornelis Johannes van Houten,  Ingrid van Houten-Groeneveld és Tom Gehrels fedezte fel 1960. szeptember 24-én.